# Динниулов, Дамир Равильевич
Дамир Равильевич Динниулов (тат. Дамир Равил улы Динниулов; 23 декабря 1962, Казань, Татарская АССР, РСФСР, СССР — 4 июня 2021, Казань, Республика Татарстан, Российская Федерация) — российский государственный деятель, заместитель министра внутренних дел по Республике Татарстан (2002—2018), председатель правления ДОСААФ Республики Татарстан (2018—2021).

## Биография

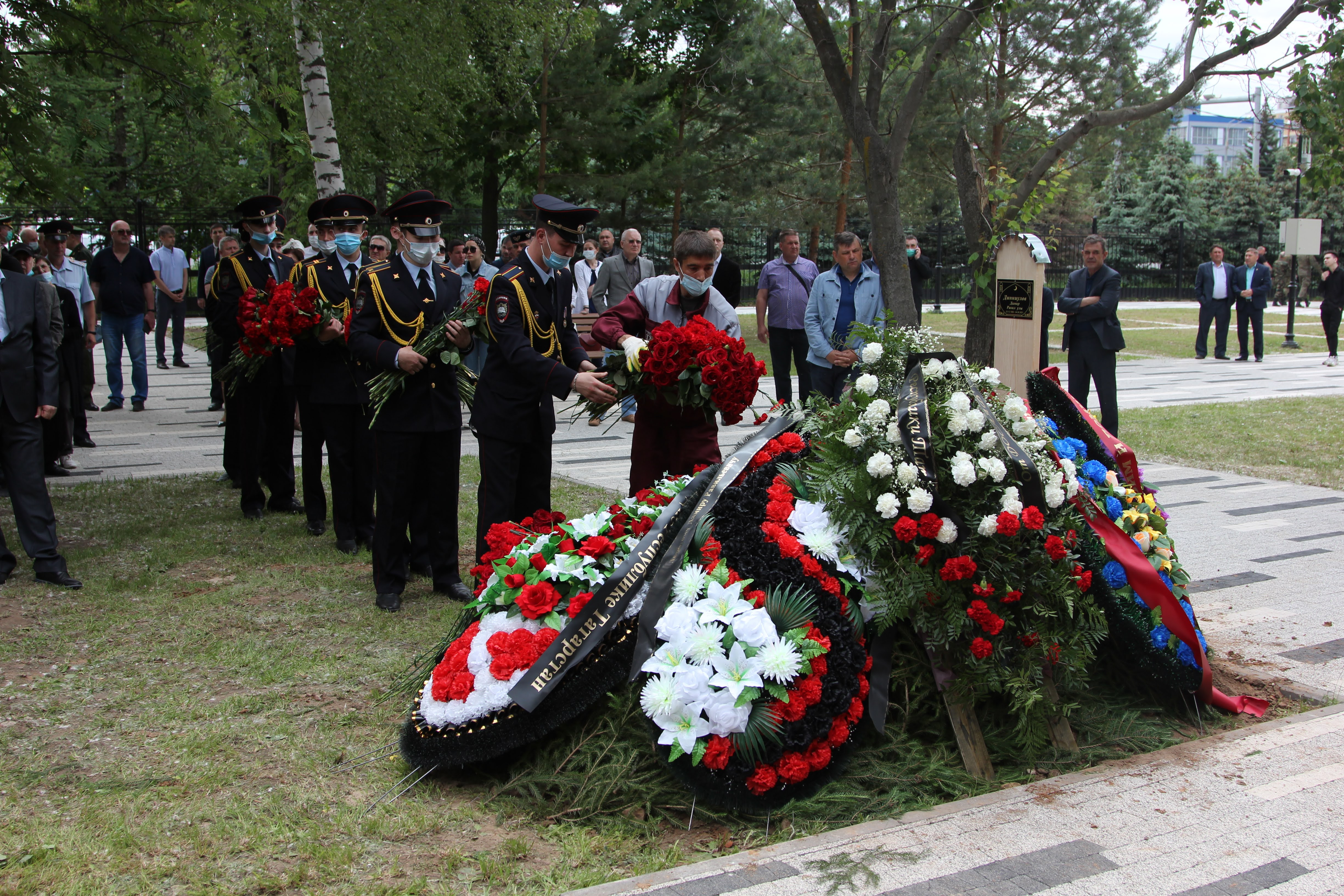
Похороны Динниулова

Дамир Равильевич Динниулов родился 23 декабря 1962 года в Казани.
В 1984 году окончил Ивановское пожарно-техническое училище МВД СССР. В том же году начал службу в правоохранительных органах, поступив в Управление пожарной охраны МВД ТАССР и заняв пост начальника караула специализированной военной пожарной части № 7. В 1991 году окончил Высшую инженерную пожарно-техническую школу МВД РФ. В 1999 году стал начальником Управления государственной противопожарной службы МВД РТ, сменив И. А. Низамутдинова. В общей сложности, более 14 лет прослужил на различных должностях в противопожарных органах республики.
В 2002 году занял пост заместителя министра внутренних дел по Республике Татарстан — начальника тыла МВД РТ. В условиях экономического кризиса и второй чеченской войны, по оценкам сослуживцев, именно Динниулову принадлежит главная заслуга в сохранении работоспособности министерства. Последовательно работал под началом двух министров внутренних дел — А. А. Сафарова и А. В. Хохорина. Отвечал за укрепление материально-технической базы МВД РТ, руководил строительством большого числа зданий министерства по всему Татарстану, курировал проект создания ведомственного музея в Казани, внёс значительный вклад в улучшение жилищных условий сотрудников органов внутренних дел. Неоднократно бывал в боевых командировках на Северном Кавказе, также посещал расположение группировки российских войск в Сирии.
В 2011 году в звании полковника внутренней службы был переназначен на должность заместителя министра. После смерти задержанного в результате пыток в отделе полиции «Дальний» в 2012 году возглавил соответствующую комиссию по расследованию обстоятельств произошедшего, в ходе деятельности которой к уголовной ответственности были привлечены 43 сотрудника органов внутренних дел. В том же году возглавил комиссию по расследованию смерти другого задержанного в отделе полиции «Юдино», причём уголовное дело по этому поводу неоднократно закрывалось, закончившись присуждением родственникам погибшего компенсации в размере 50 тысяч рублей. В рамках переименования милиции в полицию и переаттестации личного состава органов внутренних дел, в 2015 году получил звание генерал-майора внутренней службы. В том же году окончил Казанский университет.
В 2018 году ушёл из МВД, став председателем правления ДОСААФ РТ. Прослужил заместителем 16 лет, преемником был назначен А. А. Завгороднев. В 2019 году решением Государственного совета РТ утвержден членом Общественной палаты Республики Татарстан, войдя в комиссию по делам молодёжи и патриотическому воспитанию, а также являлся членом Совета генералов РТ. После прихода в ДОСААФ уволил треть руководящих сотрудников, злоупотреблявших служебным положением, а также начал бороться с долгами организации. В своей работе акцентировал особое внимание на начальной военной подготовке в школе и обучении школьников военно-учётным специальностям, указывая на повышение престижа службы в армии и «патриотический подъём всего населения» в силу того, «какая достаточно сложная обстановка складывается вокруг нашей страны». В плане допризывных мероприятий активно занимался восстановлением практики авиационной, стрелковой, надводной и подводной подготовки по гособоронзаказу для министерства обороны РФ.
Дамир Равильевич Динниулов скоропостижно скончался 4 июня 2021 года в Казани в возрасте 58 лет от сердечного приступа. Соболезнования выразило руководство Татарстана, Казани, МВД РТ, ДОСААФ РТ. Прощание прошло 5 июня в культурном центре МВД РТ, похоронен Динниулов был на Арском кладбище: в мемориальном сквере, рядом с последним татарстанским Героем Советского Союза Б. К. Кузнецовым. Через несколько месяцев новым председателем правления ДОСААФ РТ был назначен бывший прокурор С. П. Старостин.

## Награды

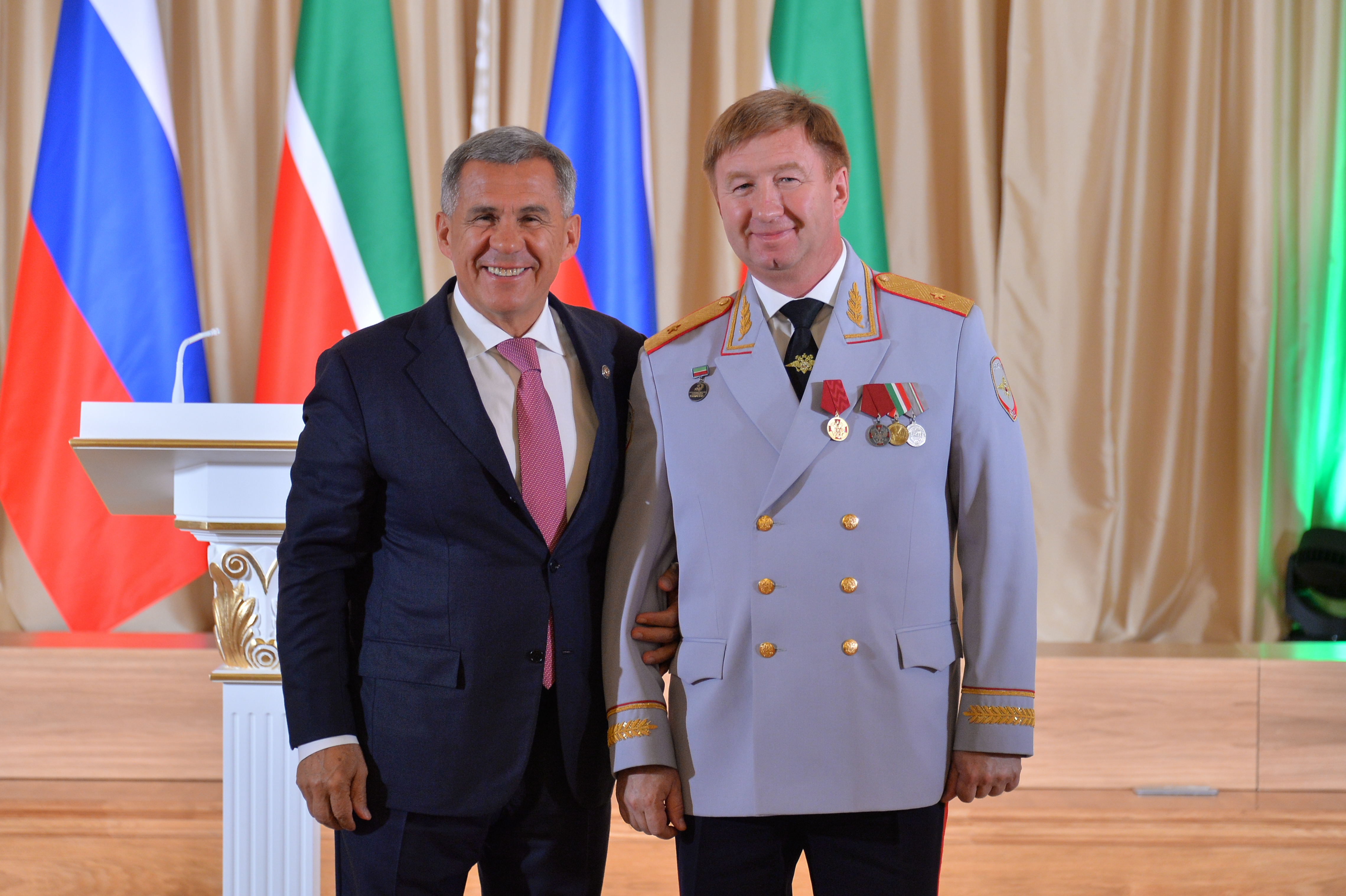
Вручение медали «За заслуги перед Отечеством» президентом Татарстана Р. Н. Миннихановым, 2016 год

- Медаль ордена «За заслуги перед Отечеством» I степени (2016 год)[39], II степени (2006 год)[40], «В память 1000-летия Казани» (2005 год)[2].
- Медаль «За доблесть в службе» (2007 год), «За отличие в службе» I степени (2004 год), II степени (МВД РФ, 2003 год), «За безупречную службу» III степени (1991 год), «За укрепление боевого содружества» (Министерство обороны РФ, 2006 год), «За содружество во имя спасения» (МЧС России, 2011 год)[1].
- Медаль «За ратную доблесть» (2002 год), «За службу на Северном Кавказе» (2006 год)[40].
- Медаль «За отличие в службе» (МВД по Чеченской Республике, 2014 год)[40].
- Медаль ордена «За заслуги перед Республикой Татарстан»[2], «За доблестный труд» (2014 год)[41], «100 лет образования Татарской Автономной Советской Социалистической Республики» (2021 год)[42], почётное звание «Заслуженный сотрудник органов внутренних дел Республики Татарстан[тат.]» (2002 год)[1].
- Нагрудный знак «Почётный сотрудник МВД» (2010 год)[1], «За верность долгу» (2007 год)[43], «Почётный сотрудник МВД по РТ» (2001 год)[40].

## Личная жизнь
Жена — Ольга, имел двух дочерей. За 2017 год задекларировал 2,5 миллиона рублей с лишним, тогда как жена — около 620 тысяч рублей, помимо земельного участка (3,3 тыс. кв. м.) с домом (302 кв. м), квартиры (172,6 кв. м), гаража с автомобилем «Toyota Land Cruiser 150 Prado», а также моторной лодки. После ухода Динниулова из МВД, в 2019 году по подозрению в мошенничестве был задержан его зять, занимавший пост заместителя управляющего Фондом социального страхования по Республике Татарстан — по состоянию на конец 2021 года расследование не закончено и он находится в следственном изоляторе.

## Память
В 2021 году был вручён первый кубок памяти Динниулова в рамках Открытого чемпионата Республики Татарстан по парашютному спорту.